# Francis Cornet
Francis Cornet (Etterbeek, 14 maart 1947) is een Belgisch voormalig schutter.

## Levensloop
Cornet nam tweemaal deel aan het onderdeel 'skeet' op de Olympische Zomerspelen, met name in 1968 en 1972. In 1968 te Mexico-Stad werd hij 44e in de eindrangschikking. Vier jaar later, op de spelen te München, behaalde hij een 14e plaats.
Daarnaast behaalde hij in het 'skeet' een bronzen medaille op de Europese kampioenschappen van 1973 te Turijn.